# Internet stvari - Ravnanje z odpadki
Ravnanje z odpadki v okviru interneta stvari (IoT) je inovativen pristop k učinkovitemu in uspešnemu ravnanju z odpadki z uporabo medsebojno povezanih naprav in tehnologij. Izkorišča možnosti interneta stvari za racionalizacijo zbiranja odpadkov, optimizacijo uporabe virov in spodbujanje trajnostnih praks. To nastajajoče področje ima velik potencial za ustvarjanje pametnejših in bolj zelenih mest z izboljšanjem postopkov ravnanja z odpadki.
Eden od ključnih vidikov ravnanja z odpadki prek IoT je uporaba pametnih košev za odpadke. Ti koši so opremljeni s senzorji, ki lahko v realnem času zaznajo stopnjo napolnjenosti koša. Podatki, ki jih zberejo ti senzorji, se prenesejo na centralizirano platformo, kar podjetjem za ravnanje z odpadki omogoča, da na daljavo spremljajo stopnjo napolnjenosti in optimizirajo svoje zbiralne poti. S tem pristopom, ki temelji na podatkih, se lahko vozila za zbiranje pošljejo samo takrat, ko se zabojniki približujejo polnosti, kar zmanjša število nepotrebnih voženj ter zmanjša porabo goriva in emisije.
Sistemi IoT za ravnanje z odpadki lahko vključujejo tudi dodatne senzorje  za spremljanje drugih parametrov, kot so temperatura, vlažnost in prisotnost nevarnih snovi.. Ti senzorji zagotavljajo dragocen vpogled v stanje odpadkov ter pomagajo pri njihovem učinkovitem razvrščanju in sortiranju. Pri medicinskih odpadkih lahko na primer senzorji zaznajo prisotnost potencialno nalezljivih snovi ter tako zagotovijo ustrezne postopke ravnanja in odstranjevanja.
Pri sistemih za ravnanje z odpadki IoT se lahko razen pametnih zabojnikov uporabljajo tudi različne druge naprave in tehnologije IoT. V vozila za zbiranje odpadkov je na primer mogoče namestiti sledilnike GPS, da se spremljajo njihove poti, optimizira logistika in zagotovi pravočasen odvoz. Okoljski senzorji, nameščeni na odlagališčih, lahko stalno spremljajo dejavnike, kot sta kakovost zraka in onesnaženost tal, kar omogoča takojšnje ukrepanje za zmanjšanje okoljskih tveganj.
Sistemi IoT za ravnanje z odpadki lahko uporabijo podatkovno analitiko in algoritme strojnega učenja za analizo zbranih podatkov in zagotavljanje uporabnih vpogledov. Z analizo preteklih podatkov o vzorcih nastajanja odpadkov lahko ti sistemi predvidijo prihodnje nastajanje odpadkov in ustrezno optimizirajo urnike zbiranja odpadkov. Takšen pristop napovedovanja pomaga zmanjšati situacije preplavljanja, zmanjšati stroške poslovanja in povečati splošno učinkovitost.
Prednosti ravnanja z odpadki prek interneta stvari presegajo optimizacijo delovanja. Z omogočanjem spremljanja in analize podatkov v realnem času omogoča hitrejše prepoznavanje in reševanje težav, kot so okvare zabojnikov ali neučinkovite poti zbiranja. To vodi do hitrejšega odzivnega časa in izboljšane kakovosti storitev . Poleg tega izvajanje sistemov IoT za ravnanje z odpadki spodbuja trajnost z zmanjševanjem ogljičnega odtisa, optimizacijo dodeljevanja virov ter spodbujanjem pobud za recikliranje in zmanjševanje količine odpadkov. 
Upravljanje odpadkov IoT revolucionira tradicionalne prakse ravnanja z odpadki z uporabo medsebojno povezanih naprav, senzorjev in podatkovne analitike.  Omogoča spremljanje v realnem času, optimizacijo poti zbiranja odpadkov in napovedno analizo, kar vodi k izboljšani operativni učinkovitosti, zmanjšanju stroškov in večji trajnosti. Z uporabo interneta stvari pri ravnanju z odpadki si lahko mesta prizadevajo za čistejše in pametnejše okolje za svoje prebivalce, hkrati pa naredijo pomemben korak naprej pri zmanjševanju odpadkov in ohranjanju okolja.